# حارة وحدة الشاعر (البريقة)

تعديل مصدري - تعديل

حارة وحدة الشاعر هي إحدى حارات حي العمال الواقع بمديرية البريقة التابعة لمحافظة عدن، بلغ تعداد سكانها 1238 نسمة حسب تعداد اليمن لعام 2004.